# Begonia vitiensis
Begonia vitiensis là một loài thực vật có hoa trong họ Thu hải đường. Loài này được A.C.Sm. mô tả khoa học đầu tiên năm 1936.